# Valentin Oswald Ottendorfer

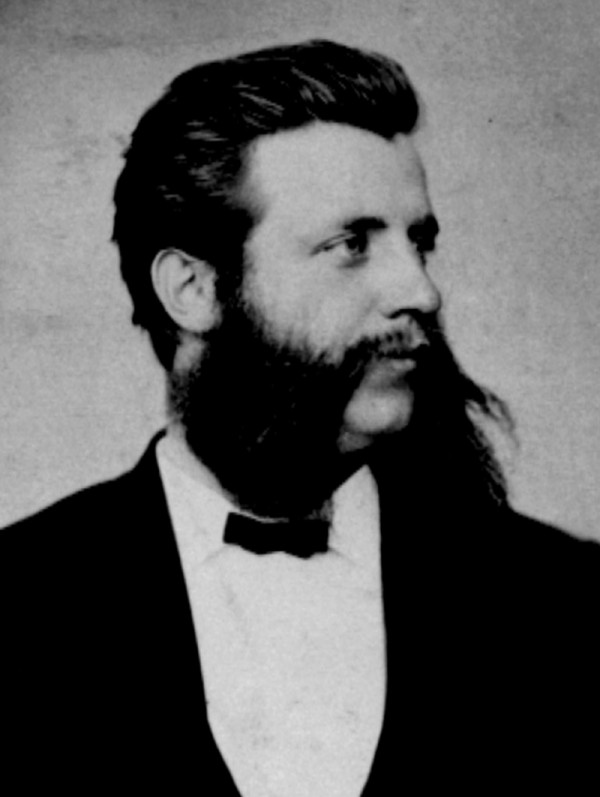
Valentin Oswald Ottendorfer, 1860

Valentin Oswald Ottendorfer (geboren 28. Februar 1826 in Zwittau, Mähren, Kaisertum Österreich; gestorben 15. Dezember 1900 in New York City, Vereinigte Staaten) war ein deutschstämmiger US-amerikanischer Journalist und Mäzen mährischer Herkunft. Er gründete Waisen- und Krankenhäuser, Unterkünfte für Arme und Bibliotheken.

## Leben
Oswald Ottendorfer wurde in einer Tuchweberfamilie als jüngstes von sechs überlebenden Kindern geboren. Die Eltern schickten ihn auf das Gymnasium der Piaristen in Litomyšl. Nach dem Abitur studierte er Jura in Prag, später auch Philosophie an den Universitäten in Wien und Heidelberg. Die Studienfächer Jura und Philosophie formten sein demokratisches Weltbild.
Bei den Unruhen von 1848 kämpfte er mit den Studenten auf den Barrikaden  in Prag, Wien und anderen deutsch-österreichischen Städten. Er korrespondierte mit dem russischen Anarchisten Bakunin und wurde von der Wiener Polizei mit Fahndungsplakat gesucht. Daraufhin entschloss er sich, in die USA auszuwandern.

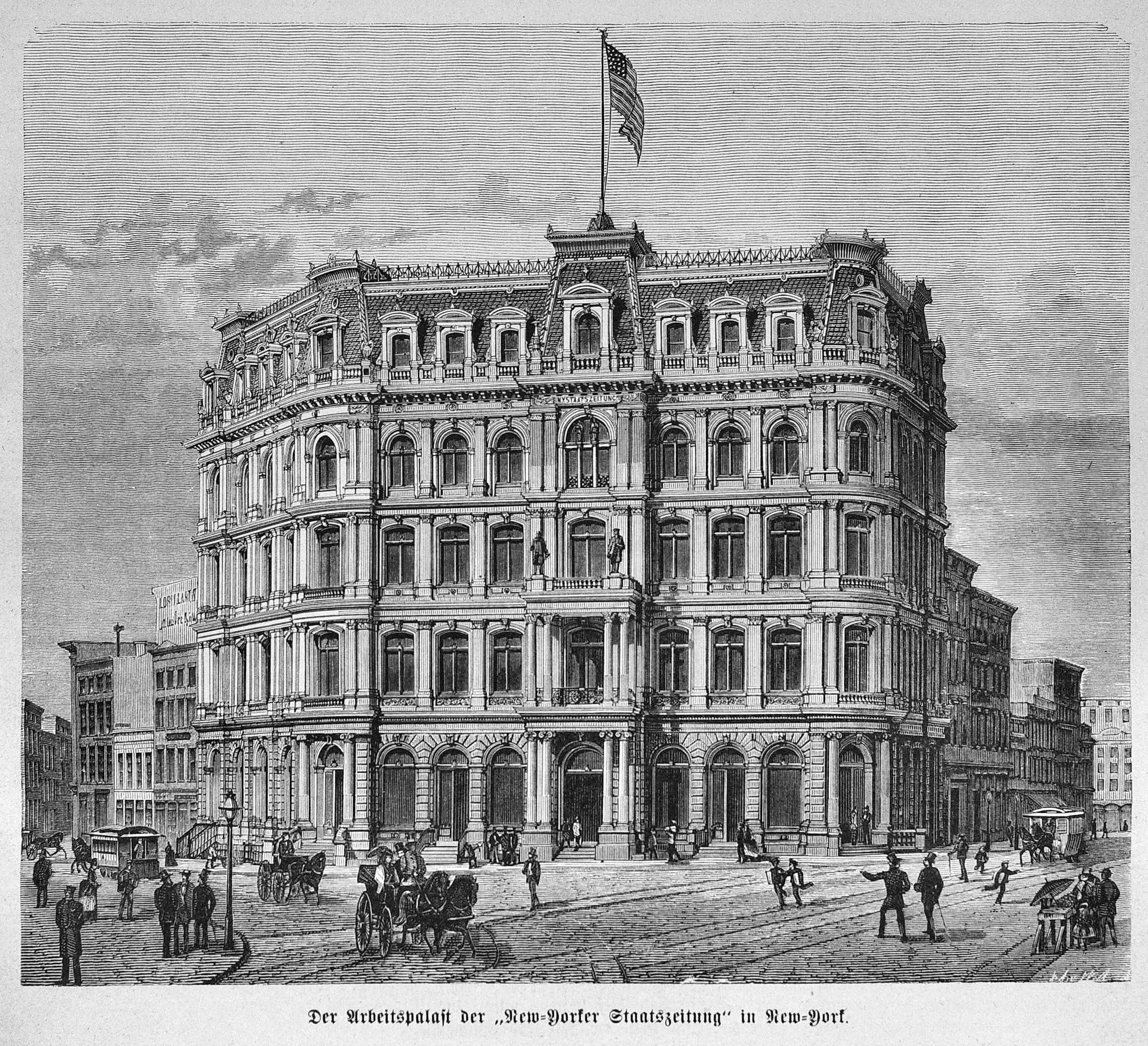
Gebäude der New Yorker Staats-Zeitung (1875)

Da er die englische Sprache nicht beherrschte, schlug er sich in New York zunächst als Hilfsarbeiter im Hafen durch. Bald fand er eine Arbeit als Journalist an der deutschsprachigen New Yorker Staats-Zeitung und freundete sich mit dem Verlegerehepaar Jacob und Anna Uhl an, die ebenfalls aus Deutschland nach New York emigriert waren.
Der Tod von Jacob Uhl Ende der 1850er Jahre brachte für Ottendorfer, der inzwischen der leitende Redakteur geworden war, auch familiäre Veränderungen mit sich: Nun übernahm er auch den Verlag, er heiratete die Witwe Anna Uhl und wurde zum Vater für deren sechs Kinder.
Zum Kurieren verschiedener Leiden reiste Ottendorfer in europäische Kurorte. In Österreich-Ungarn aber stand er nach wie vor auf der Fahndungsliste, durfte nicht einreisen, seine Vaterstadt Svitavy nicht besuchen. Eine Amnestie für die Revolutionäre von 1848 gab es erst nach dem Österreichisch-Ungarischen Ausgleich 1867.
Ende der 1870er Jahre waren Anna und Oswald Ottendorfer zu Wohlstand und großem Ansehen gelangt. Ihm wurde sogar die Kandidatur um das New Yorker Bürgermeisteramt angetragen, doch er lehnte ab. Anna Ottendorfer hatte bereits mehrere Wohltätigkeitseinrichtungen ins Leben gerufen. Beide handelten nach der Devise: „Wer gesunde Hände hat, hat die Pflicht, denen zu helfen, die der Hilfe bedürfen.“

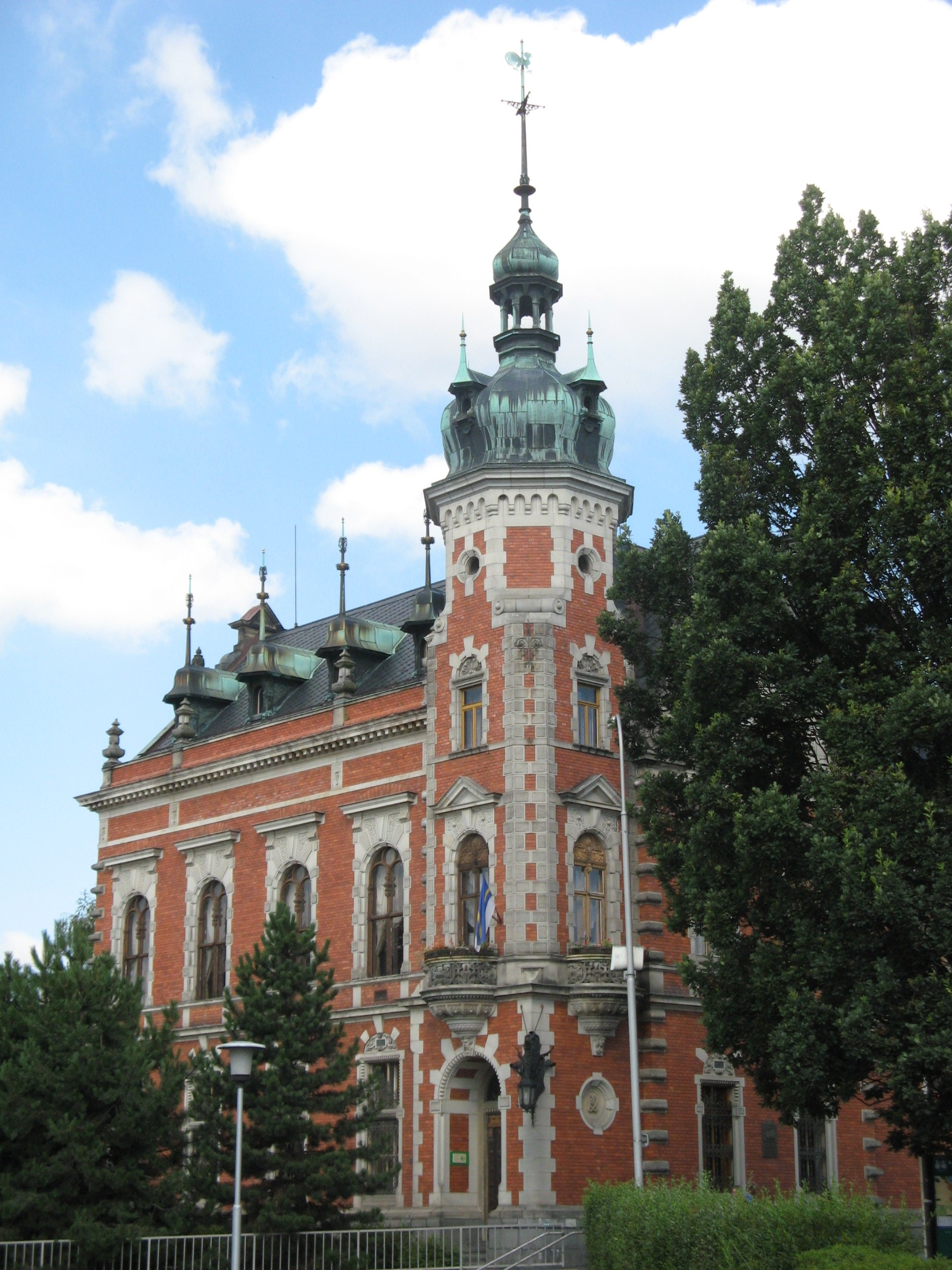
Ottendorfer-Haus in Svitavy (Zwittau)

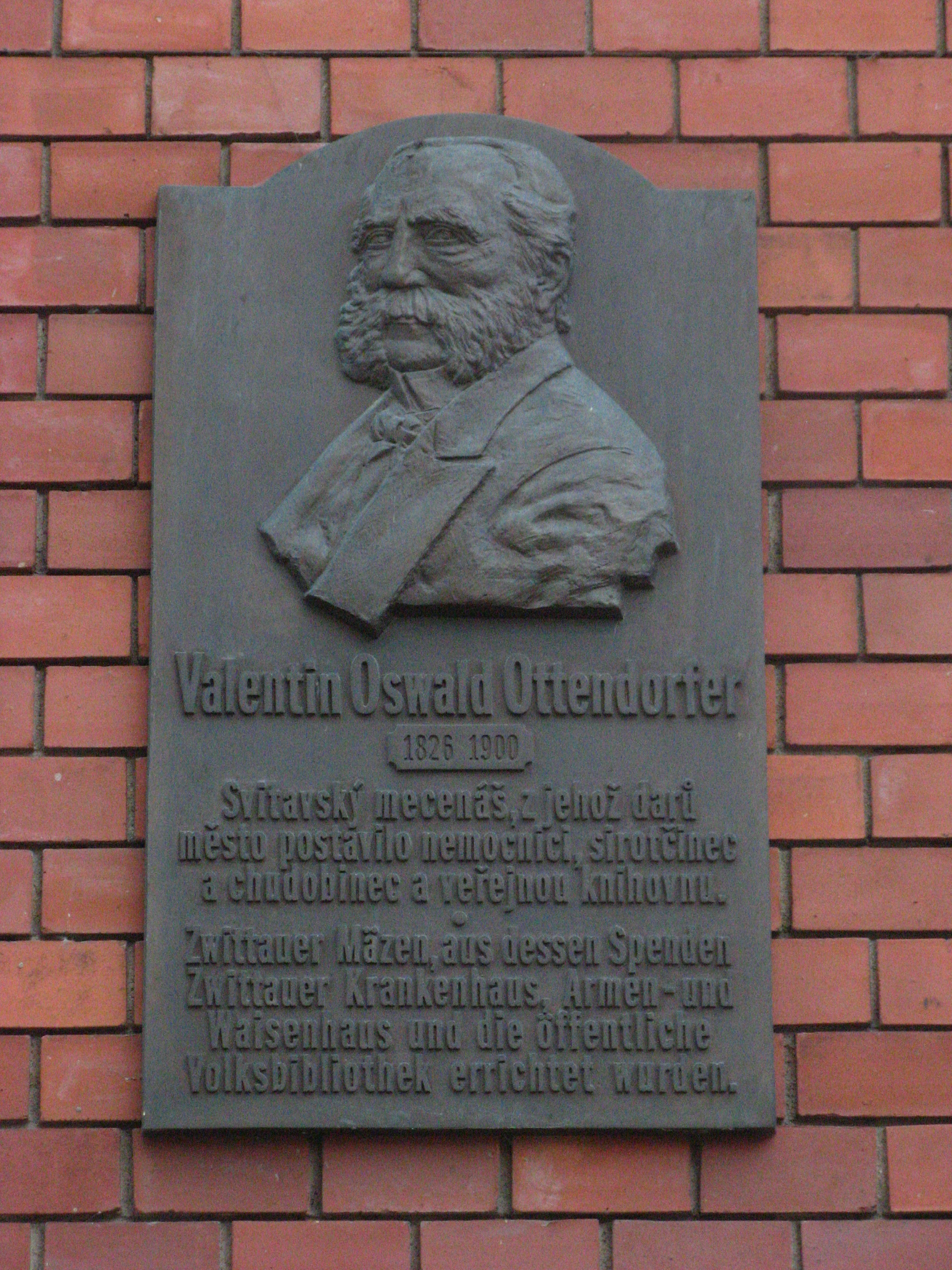
Tafel am Ottendorfer-Haus

Auch in der alten Heimatstadt Svitavy mangelte es an vielem, insbesondere im Gesundheits- und Bildungsbereich. Erfreut nahm der Stadtrat Ottendorfers Angebot an: Das gestiftete Krankenhaus wurde 1886 feierlich eingeweiht, ebenso ein Waisen- und ein Armenhaus. Die Stadt ehrte den Stifter mit einer nach ihm benannten Straße, an der auch eine Statue mit seiner Büste aufgestellt wurde.
Am Ort seines Geburtshauses ließ Ottendorfer ein neues Haus für eine Bibliothek errichten, einen roten Backsteinbau in historistischem Stil, das Ottendorfer-Haus, das mit seinem Festsaal im Obergeschoss auch einen würdigen Rahmen für Vorträge und Konzerte bietet. Die Bibliothek wurde im August 1892 im Beisein von Ottendorfer und einer seiner Stieftöchter eingeweiht. Sie umfasst 23.000 deutschsprachige Bände und wurde zum Modell für zahlreiche weitere öffentliche Bibliotheken in Mähren. Auch in seiner zweiten Heimat USA hat Ottendorfer etliche ähnliche Institutionen hinterlassen.
1890 wurde Herman Ridder Geschäftsführer der Staats-Zeitung, die er bald darauf von Ottendorfer erwarb.
Ottendorfer starb 1900 in seiner New Yorker Wohnung. Sein Grab befindet sich auf dem Friedhof Greenwood. Das Ottendorfer-Haus in Svitavy ist erhalten, als Präsident Tomáš Garrigue Masaryk die Stadt 1929 besuchte, führte sein erster Weg dorthin.